# Derwent
Derwent (anglicky Derwent River) je řeka na jihu ostrova Tasmánie v Austrálii, jedna z hlavních řek na ostrově. Je dlouhá 209 km. Povodí vyplňuje střed ostrova a má rozlohu přibližně 9600 km².

## Průběh toku
Řeka odtéká z jezera svaté Kláry ve střední části ostrova a teče zhruba na jihovýchod. Na horním toku jsou peřeje. Ústí estuárem do zálivu Storm v Tasmanově moři, na konci estuáru se nachází tasmánské hlavní město Hobart.

## Vodní režim
Zdrojem vody jsou dešťové srážky, vyskytují se povodně. Průměrný roční průtok je 137 m³/s.

## Využití
Lodní doprava je možná na dolním toku. Využívá se na zavlažování. Bylo na ní postaveno několik vodních elektráren.